# Carter Burwell
Carter Burwell (født 18. november 1955) er en amerikansk filmkomponist, kendt bl.a. for sit samarbejde med Coen-brødrene og Spike Jonze.

## Udvalgt filmografi
- Blood Simple (1984)
- Raising Arizona (1987)
- Miller's Crossing (1990)
- Barton Fink (1991)
- Wayne's World 2 (1993)
- The Hudsucker Proxy (1994)
- Fargo (1996)
- Fear (1996)
- Gods and Monsters (1998)
- The Big Lebowski (1998)
- Three Kings (1999)
- Being John Malkovich (1999)
- The Man Who Wasn't There (2002)
- Adaptation (2002)
- Intolerable Cruelty (2003)
- Kinsey (2004)
- The Ladykillers (2004)
- The Alamo (2004)
- The Hoax (2006)
- No Country for Old Men (2007)
- Before the Devil Knows You're Dead (2007)
- In Bruges (2008)
- Burn After Reading (2008)
- A Serious Man (2009)
- Villy Vilddyr - og landet med de vilde krabater (2009)